# Diable espinós
El diable espinós (Moloch horridus) es una espècies de sauròpsid (rèptil) escatós de la família Agamidae,l'únic representant del seu gènere i un dels membres d'aspecte més estrany desl agàmids. Pobla els paratges desèrtics i semidesèrtics de bona part d'Austràlia, especialment a l'Austràlia central i occidental, als deserts i terrenys amb poca vegetació.

## Característiques
Mesura 20 cm de llarg i té el cos cobert de nombroses espines que li donen una aparença característica i estranya. Malgrat el seu aspecte, és totalment inofensiu.

## Història natural
És un llangardaix capaç de beure a través de la seva pell. Quan plou, o simplement si hi ha humitat en l'ambient, l'aigua que cau o es condensa sobre la pell d'aquest llangardaix és conduïda per capil·laritat fins a la seva boca. És capaç d'introduir les potes en un toll i transportar aigua a la seva boca a través del seu cos. A més, són capaços de canviar de color per a camuflar-se.
S'alimenten d'una varietat àmplia de formigues. Les agafen usant la seva llengua igual que l'os formiguer. Quan és atacat, fica el cap entre les potes i mostra un fals cap amb escates espinoses que el fa impossible d'engolir. Ponen entre 3 i 10 ous, que es desclouen entre 3 i 4 mesos després. Poden viure 20 anys.